# Zoanthus robustus
Zoanthus robustus är en korallart som beskrevs av Oscar Henrik Carlgren 1950. Zoanthus robustus ingår i släktet Zoanthus och familjen Zoanthidae. Inga underarter finns listade i Catalogue of Life.